# Wilber (Nebraska)
Wilber è un comune degli Stati Uniti d'America, situato in Nebraska, nella contea di Saline.
Il capoluogo è Willber, ci sono altre città, tra cui Friend